# انتخابات ریاست‌جمهوری فنلاند (۲۰۱۸)
انتخابات ریاست‌جمهوری فنلاند (انگلیسی: 2018 Finnish presidential election) در ۲۸ ژانویه ۲۰۱۸ در فنلاند برگزار شد. سائولی نینیسته ۶۲٫۷ درصد از آرا را تصاحب نمود و برای دوره دوم انتخاب شد، و از برگزاری دور دوم  انتخاباتی دومرحله‌ای اجتناب کرد. دوره بعدی ریاست جمهوری نینیسته از ۱ مارس ۲۰۱۸ تا ۱ مارس ۲۰۲۴ ادامه خواهد یافت. اگرچه رئیس‌جمهور با رای مستقیم مردم انتخاب شده‌است، نینیسته در همه شهرداری‌ها و شهرهای فنلاند اکثریت آرا را در ۱۳ شهرداری به دست آورد. رقیب نینیسته محبوب‌ترین کاندیدای انتخابات ریاست‌جمهوری فنلاند (۲۰۱۲)، پکا هاویستو، ۱۲٫۴٪ آرا را کسب کرد.

## نامزدها

### نامزدهای تأیید شده
| نام و سن نامزد، حزب سیاسی                   | نام و سن نامزد، حزب سیاسی | نام و سن نامزد، حزب سیاسی | (مناصب سیاسی) | لوگو مبارزه انتخاباتی    | جزئیات |
| ------------------------------------------- | ------------------------- | ------------------------- | --- | ------------------------ | --- |
| تولا هاتاینن (۵۷) حزب سوسیال دموکرات فنلاند | تولا هاتاینن              |                           | وزیر آموزش (۲۰۰۳–۲۰۰۵) وزیر امور اجتماعی و بهداشت (۲۰۰۵–۲۰۰۷) پارلمان فنلاند هلسینکی (۱۹۹۶–۲۰۰۷, از۲۰۱۵) |                          | وزیر آموزش و پرورش در دوره کوتاه مدت کابینه یاتنماکی بود و در پست بعدی دولت وانهانن پست خود را حفظ کرد. پس از آن او از سال ۲۰۰۵تا ۲۰۰۷وزیر امور اجتماعی و بهداشت بود. |
| پکا هاویستو (۵۹) لیگ سبزها                  | پکا هاویستو               |                           | وزیر توسعه بین‌المللی (۲۰۱۳–۲۰۱۴) وزیر محیط زیست و توسعه (۱۹۹۵–۱۹۹۹) رئیس حزب سبزها لیگ (۱۹۹۳–۱۹۹۵) پارلمان فنلاند برایهلسینکی (۱۹۸۷–۱۹۹۵, از۲۰۰۷) |                          | هاویستو درانتخابات ریاست‌جمهوری فنلاند (۲۰۱۲)به دور دوم انتخابات راه یافت اما به سائولی نینیسته از حزب ملی ائتلاف باخت. قبل از مبارزات انتخاباتی وی از سال ۲۰۰۷ میلادی عضو پارلمان فنلاند بوده‌است و از سال ۱۹۹۹تا ۲۰۰۵برای سازمان ملل مشغول به کار بوده‌است.                                                                                              |
| لارا هاتاساری (۳۸) حزب فنلاند               | لارا هاتاساری             |                           | پارمان فنلاند از ساتاکونتا (از ۲۰۱۵) | Logo of Laura Huhtasaari | هاتاساری در سال ۲۰۱۵ با ۹۲۵۹ رای به پارلمان راه یافت و به عنوان معاون حزب فنلاند در انتخابات رهبری حزب فنلاند در ماه ژوئن ۲۰۱۷ انتخاب شد. در پارلمان فنلاند او همچنین عضو کمیته حقوق، کمیته آموزش و فرهنگ و هیئت نمایندگی فنلاند در شورای شمال اروپا بوده‌است.                                                                                           |
| مرجا کیلونن (۴۱) اتحاد چپ فنلاند            | مریا کیلونن               |                           | وزیر حمل و نقل (۲۰۱۱–۲۰۱۴) پارلمان فنلاند برای اولو (۲۰۰۷–۲۰۱۴) عضو پارلمان اروپا برای فنلاند در حوزه انتخابیه مجلس اروپا (از ۲۰۱۴) | Logo of Merja Kyllönen   | کیلونن وزیر حمل و نقل در سالهای ۲۰۱۱تا ۲۰۱۴که در سمت وزیر کابینه کاتاینن خدمت کرد. او به عنوان عضو پارلمان اروپا در انتخابات پارلمان اروپا (۲۰۱۴) انتخاب شد. |
| سائولی نینیسته (۶۹) سیاستمدار مستقل         | سائولی نینیسته            |                           | رئیس‌جمهور جمهوری فنلاند (از ۲۰۱۲) سخنگوی پارلمان فنلاند (۲۰۰۷–۲۰۱۱) وزیر مالی فنلاند (۱۹۹۶–۲۰۰۳) وزارت دادگستری فنلاند (۱۹۹۵–۱۹۹۶) - رئیس اتحادیه دموکرات اروپایی از۱۹۹۸ تا ۲۰۰۲ - معاون نخست‌وزیر فنلاند از ۱۹۹۵ تا ۲۰۰۱ - رئیس حزب ائتلاف ملی از ۱۹۹۴ تا ۲۰۰۱ - رئیس شورای شهر سالو از۱۹۸۹ تا ۱۹۹۲ - عضو پارلمان فنلاند در (منطقه انتخاباتی) جنوب استان تورکو از۱۹۸۷ تا ۱۹۹۹ - عضو پارلمان فنلاند در (ناحیه انتخاباتی) هلسینکی از ۱۹۹۹ تا ۲۰۰۳ - عضو پارلمان فنلاند در (منطقه انتخاباتی) اوسیما از ۲۰۰۷ تا ۲۰۱۱ - عضو شورای شهر سالو از ۱۹۷۷ تا ۱۹۹۲ - عضو شورای شهر سالو از ۱۹۷۷ تا ۱۹۸۸ | Logo of Sauli Niinistö   | رئیس‌جمهور فعلی فنلاند که در انتخابات ریاست جمهوری فنلاند (۲۰۱۲) به عنوان عضو حزب ائتلاف ملی با اختلاف کمی رقیب برنده انتخابات ریاست جمهوری فنلاند (۲۰۰۶) را شکست داد؛ در سال ۲۰۱۸تصمیم گرفت تا به عنوان یک سیاستمدار مستقل شرکت کند و از آن «میزان حمایت خود در بین مردم را آزمایش کند». او ۱۵۶۰۰۰امضاء به دست آورد و نامزدی وی در ۲۵ سپتامبر تأیید شد. |